# Danh sách cầu thủ tham dự Cúp bóng đá châu Phi 1976
Đội hình Cúp bóng đá châu Phi 1976 như sau:

## Ai Cập
Huấn luyện viên:Burkhard Pape

| Số | VT | Cầu thủ               | Ngày sinh (tuổi) | Trận | Bàn | Câu lạc bộ\| |
| -- | -- | --------------------- | ---------------- | ---- | --- | ------------ |
|    | TM | Hassan Ali            |                  |      |     |              |
|    | TM | Thabet El-Batal       |                  |      |     |              |
|    | TM | Ekramy El-Shahat      |                  |      |     |              |
|    | HV | Hassan Hamdy          |                  |      |     |              |
|    | HV | Ahmed Abdel Baquy     |                  |      |     |              |
|    | HV | Fathi Mabrouk         |                  |      |     |              |
|    | HV | Abdelkarim El Gohary  |                  |      |     |              |
|    | HV | Mohammed Salah El Din |                  |      |     |              |
|    | HV | Mohamed El Seyagui    |                  |      |     |              |
|    | HV | Ghanem Sultan         |                  |      |     |              |
|    | TV | Moustafa Younis       |                  |      |     |              |
|    | TV | Taha Basry            |                  |      |     |              |
|    | TV | Ibrahim Youssef       |                  |      |     |              |
|    | TV | Hassan Shehata        |                  |      |     |              |
|    | TĐ | Mahmoud El Khatib     |                  |      |     |              |
|    | TV | Farouk Gaafar         |                  |      |     |              |
|    | TĐ | Mostafa Abdou         |                  |      |     |              |
|    | TĐ | Mahmoud Abdeldayem    |                  |      |     |              |
|    | TĐ | Ossama Khalil         |                  |      |     |              |
|    | TĐ | Mokhtar Mokhtar       |                  |      |     |              |
|    | TĐ | Ahmed Rehab           |                  |      |     |              |
|    | TĐ | Omar Abdallah         |                  |      |     |              |
|    | TĐ | Mohamed Omasha        |                  |      |     |              |

|

## Guinée
Huấn luyện viên:Petre Moldoveanu

| Số | VT | Cầu thủ           | Ngày sinh (tuổi) | Trận | Bàn | Câu lạc bộ\| |
| -- | -- | ----------------- | ---------------- | ---- | --- | ------------ |
|    | TM | Abdoulaye Sylla   |                  |      |     |              |
|    | HV | Jacob Bangoura    |                  |      |     |              |
|    | HV | Chérif Souleymane |                  |      |     |              |
|    | HV | Djibril Diarra    |                  |      |     |              |
|    | TV | Naby Laye Camara  |                  |      |     |              |
|    | TV | Bangaly Condé     |                  |      |     |              |
|    | TV | Bengally Sylla    |                  |      |     |              |
|    | TĐ | Morciré Sylla     |                  |      |     |              |
|    | TĐ | Youssouf Camara   |                  |      |     |              |
|    | TĐ | Ibrahima Kéita    |                  |      |     |              |
|    | TĐ | Ally Sylla        |                  |      |     |              |
|    | TĐ | Ibrahima Fofana   |                  |      |     |              |
|    | TĐ | Mamadou Kéita     |                  |      |     |              |
|    | TĐ | Mory Koné         |                  |      |     |              |

|

## Ethiopia
Huấn luyện viên:Peter Schnittger

| Số | VT | Cầu thủ             | Ngày sinh (tuổi) | Trận | Bàn | Câu lạc bộ\|      |
| -- | -- | ------------------- | ---------------- | ---- | --- | ----------------- |
|    | TM | Getachew Abebe      |                  |      |     | Saint George      |
|    | HV | Matyazewal Gezaghne |                  |      |     |                   |
|    | HV | Haile Alemayehu     |                  |      |     |                   |
|    | HV | Bayou Asfaw         |                  |      |     | Saint George      |
|    | HV | Asrat Haile         |                  |      |     | Saint George      |
|    | TV | Ahmed Buker         |                  |      |     |                   |
|    | TV | Goshu Hailu         |                  |      |     | Omedla            |
|    | TV | Tekalinge Kassahun  |                  |      |     | Saint George      |
|    | TV | Medhin Kibron       |                  |      |     |                   |
|    | TĐ | Adem Bekeri         |                  |      |     | Dire Dawa Railway |
|    | TĐ | Seyoum Tesfaye      |                  |      |     |                   |
|    | TĐ | Berhane Mulugeta    |                  |      |     |                   |
|    | TĐ | Sheferahu Solomon   |                  |      |     | Ethiopian Arlines |
|    | TĐ | Ali Mohamed         |                  |      |     | EEPCO             |
|    | TĐ | Gebre Nigussie      |                  |      |     | Ground Force      |
|    |    | Fekade Muleta       |                  |      |     | EEPCO             |
|    |    | Tariku Ingdawerk    |                  |      |     |                   |

## Uganda
Huấn luyện viên:David Otti

| Số | VT | Cầu thủ           | Ngày sinh (tuổi) | Trận | Bàn | Câu lạc bộ\| |
| -- | -- | ----------------- | ---------------- | ---- | --- | ------------ |
|    | TM | Hussein Matovu    |                  |      |     |              |
|    | HV | Jimmy Kirunda     |                  |      |     |              |
|    | HV | Ashe Mukasa       |                  |      |     |              |
|    | TV | Edward Semwanga   |                  |      |     |              |
|    |    | Tom Lwanga        |                  |      |     |              |
|    | TĐ | Denis Obua        |                  |      |     |              |
|    |    | Francis Kulabigwo |                  |      |     |              |
|    |    | Moses Nsereko     |                  |      |     |              |
|    |    | Stanley Mubiru    |                  |      |     |              |
|    |    | Philip Omondi     |                  |      |     |              |
|    | TĐ | Leo Adraa         |                  |      |     |              |
|    |    | Poly Ouma         |                  |      |     |              |
|    |    | Mike Kiganda      |                  |      |     |              |
|    |    | Ali Sendegeya     |                  |      |     |              |
|    | TV | Godfrey Kisitu    |                  |      |     |              |
|    |    | Jimmy Muguwa      |                  |      |     |              |

|

## Maroc
Huấn luyện viên:  Virgil Mărdărescu

| Số | VT | Cầu thủ                  | Ngày sinh (tuổi)            | Trận | Bàn | Câu lạc bộ\|            |
| -- | -- | ------------------------ | --------------------------- | ---- | --- | ----------------------- |
|    | TM | Mohammed Hazzaz          | 30 tháng 11, 1944 (31 tuổi) |      |     | MAS Fez                 |
|    | HV | Larbi Aherdane           | 6 tháng 6, 1954 (21 tuổi)   |      |     | Wydad Casablanca        |
|    | HV | Jawad El Andaloussi      |                             |      |     | Wydad Casablanca        |
|    | HV | Brahim Glaoua            |                             |      |     | SCC Mohammédia          |
|    | TV | Abdallah Semmat          |                             |      |     | US Sidi Kacem           |
|    | HV | Mehdi Belmejdoub         | 4 tháng 2, 1942 (34 tuổi)   |      |     | FAR Rabat               |
|    | TV | Abdelmajid Dolmy         | 19 tháng 4, 1953 (22 tuổi)  |      |     | Raja Casablanca         |
|    | TV | Chérif Fetoui            | 1 tháng 2, 1945 (31 tuổi)   |      |     | Difaâ Hassani El Jadidi |
|    | TV | Ahmed "Baba" Makrouh     | 17 tháng 9, 1953 (22 tuổi)  |      |     | Difaâ Hassani El Jadidi |
|    | TV | Ahmed Moujahid           |                             |      |     | Wydad Casablanca        |
|    | TV | Kamel Smiri              |                             |      |     | MC Oujda                |
|    | TV | Abdallah Tazi            |                             |      |     | MAS Fez                 |
|    | TV | Abdelâali Zahraoui       | 9 tháng 1, 1949 (27 tuổi)   |      |     | MAS Fez                 |
|    | TĐ | Ahmed Abouali            |                             |      |     | Wydad Casablanca        |
|    | TĐ | Hassan "Acila" Amcharrat |                             |      |     | SCC Mohammédia          |
|    | TĐ | Ahmed Faras              | 7 tháng 12, 1946 (29 tuổi)  |      |     | SCC Mohammédia          |
|    | TĐ | Redouane Guezzar         |                             |      |     | MAS Fez                 |
|    | TĐ | Driss Haddadi            |                             |      |     | SCC Mohammédia          |

|

## Nigeria
Huấn luyện viên:Tiko Jelisavcic

| Số | VT | Cầu thủ                | Ngày sinh (tuổi) | Trận | Bàn | Câu lạc bộ\| |
| -- | -- | ---------------------- | ---------------- | ---- | --- | ------------ |
|    | TM | Joseph Eriko           |                  |      |     |              |
|    | TM | Prince Zion Ogunfeyimi |                  |      |     |              |
|    | HV | Sani Mohammed          |                  |      |     |              |
|    | HV | Godwin Odiye           |                  |      |     |              |
|    | HV | Idowu Otubusin         |                  |      |     |              |
|    | HV | Ike Ezedinma           |                  |      |     |              |
|    | HV | Christian Chukwu (C)   |                  |      |     |              |
|    | TV | Samuel Ojebode         |                  |      |     |              |
|    | TV | Adekunle Awesu         |                  |      |     |              |
|    | TV | Muda Lawal             |                  |      |     |              |
|    | TV | Haruna Ilerika         |                  |      |     |              |
|    | TV | Mohamed Baba Otu       |                  |      |     |              |
|    | TV | Francis Okorie         |                  |      |     |              |
|    | TĐ | Thompson Usiyan        |                  |      |     |              |
|    | TĐ | Alloysius Atuegbu      |                  |      |     |              |
|    | TĐ | Kelechi Emeteole       |                  |      |     |              |
|    | TĐ | Sunday Oyarekhua       |                  |      |     |              |
|    | TĐ | Kenneth Olayombo       |                  |      |     |              |
|    | TĐ | Alex Nwosu             |                  |      |     |              |
|    | TĐ | Ogidinma Ibeabuchi     |                  |      |     |              |

|

## Sudan
Huấn luyện viên:Ibrahim Kabir và Ivan Yanko

| Số | VT | Cầu thủ              | Ngày sinh (tuổi) | Trận | Bàn | Câu lạc bộ\| |
| -- | -- | -------------------- | ---------------- | ---- | --- | ------------ |
|    | TM | Sanad El-Tayeb       |                  |      |     |              |
|    | HV | Nasr Awad Musa       |                  |      |     |              |
|    | HV | Abdelkheir El-Jaili  |                  |      |     |              |
|    | HV | Fawzi El-Hardi       |                  |      |     |              |
|    | HV | Khider El-Kori       |                  |      |     |              |
|    | TV | Elsheikh Abdelmoneim |                  |      |     |              |
|    | TV | Hafiz Ibid           |                  |      |     |              |
|    | TV | Mutassim Hammori     |                  |      |     |              |
|    | TV | Moussa Abdalla       |                  |      |     |              |
|    | TV | Ammar Khalid         |                  |      |     |              |
|    | TV | Hassan El-Daw        |                  |      |     |              |
|    | TV | Nagm'eldin Hassan    |                  |      |     |              |
|    | TV | El-Fadil Osman       |                  |      |     |              |
|    | TĐ | Abdelgbadir El-Dab   |                  |      |     |              |
|    | TĐ | Ali Gagarin          |                  |      |     |              |
|    | TĐ | Abdelnadif Bushara   |                  |      |     |              |

|

## Zaire
Huấn luyện viên:Ștefan Stănculescu

| Số | VT | Cầu thủ          | Ngày sinh (tuổi) | Trận | Bàn | Câu lạc bộ\| |
| -- | -- | ---------------- | ---------------- | ---- | --- | ------------ |
|    | TM | Mateta Sombo     |                  |      |     |              |
|    | TM | Mpaka Mbuya      |                  |      |     |              |
|    | HV | Bwanga Tshimen   |                  |      |     |              |
|    | HV | Lobilo Boba      |                  |      |     |              |
|    | HV | Binda Mboko      |                  |      |     |              |
|    | HV | Mwape Mialo      |                  |      |     |              |
|    | TV | Kidumu Mantantu  |                  |      |     |              |
|    | TV | Victor Kilasu    |                  |      |     |              |
|    | TV | Masengo Ilunga   |                  |      |     |              |
|    | TV | Kembo Uba Kembo  |                  |      |     |              |
|    | TĐ | Ekofa Mbungu     |                  |      |     |              |
|    | TĐ | Ndaye Mulamba    |                  |      |     |              |
|    | TĐ | Kakoko Etepé     |                  |      |     |              |
|    |    | Aaron Babayila   |                  |      |     |              |
|    |    | Babo Kabusu      |                  |      |     |              |
|    |    | Albert Mukombo   |                  |      |     |              |
|    |    | Kassamba Malongo |                  |      |     |              |

|